# Simone Massi

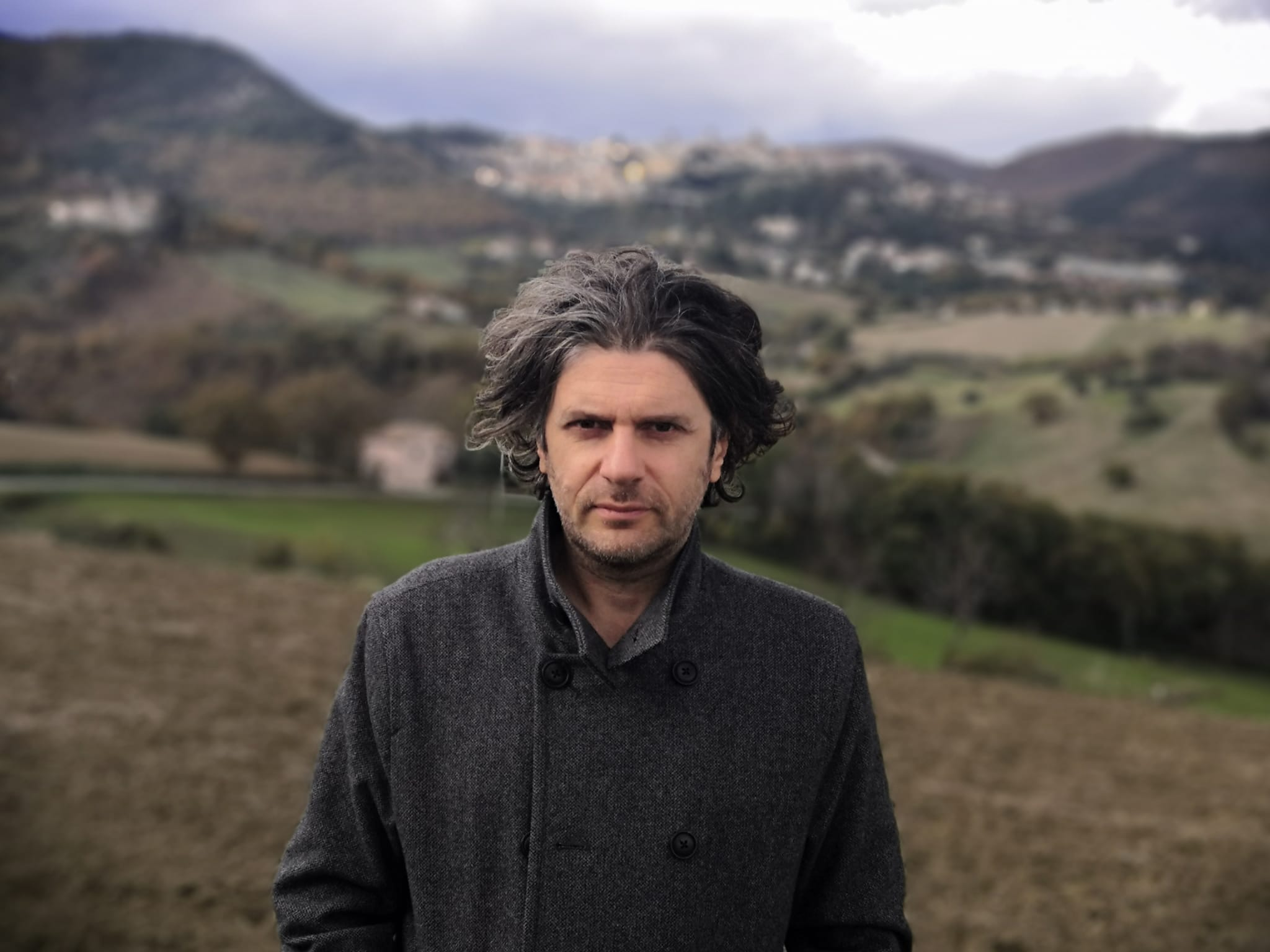
Simone Massi (2020)

Simone Massi (* 23. Mai 1970 in Pergola) ist ein italienischer Animator, Zeichner, Regisseur, Illustrator.

## Biografie
Nach seinem Abschluss in Fach Filmanimation an der Staatlichen Hochschule für bildende Künste in Urbino, konzipierte und realisierte er mehrere Animationsfilme, die auf 600 Festivals  in 54 Ländern auf 5 Kontinenten gezeigt wurden und 200 Auszeichnungen gesammelt haben. Seine Animation La memoria dei cani wurde auf den Haupt-Animations Festivals Stuttgart (Trickfilmfestival Stuttgart), Hiroshima, Zagreb, Krok ausgezeichnet.
Seine Animation Nuvole Mani wurde im Wettbewerb der 66. Internationalen Filmfestspiele von Venedig und in dem von Clermont-Ferrand ausgewählt und wurde für den besten Kurzfilm an David di Donatello (der italienischen Academy Awards) nominiert.
Sowohl La memoria dei Cani und Nuvole Mani sind in der „The Animation Show of Shows“ enthalten, eine DVD-Sammlung der weltbesten kurzen Animationen, veröffentlicht von der amerikanischen Acme Filmworks. Im Februar 2009 kamen das Buch und eine DVD (mit 13 kurzen Animationen) „Poesia Bianca heraus. Il cinema di Simone Massi“ von Roberto Della Torre kuratiert, für den italienischen Film Library Foundation. Im Jahr 2011 illustrierte er die Bücher La casa sull'altura von Nino De Vita mit dem Nachwort von Goffredo Fofi, Torino und Roma von Edmondo De Amicis.
Im November 2011 erschien seine kurze Animation Dell'ammazzare il maiale, welche besondere Erwähnung der Jury bei der 29. Auflage des Turiner Filmfestivals fand, das sie definiert hat als „Ein schmerzhafter und schöner Pfeil, in unser Gedächtnis gebrannt“. Im April 2012 gewann der Film den David di Donatello Preis für den besten Kurzfilm.
Der Animationsfilmkritiker Giannalberto Bendazzi behauptet: “Seit etwa zehn Jahren ist Massi im Ausland der beste Botschafter der italienischen Animation, sowohl für die Wertschätzung als auch für die Auszeichnungen”.
Simone Massi ist der Autor von dem Erkennungszeichen der 69. und 70. Internationalen Filmfestspiele von Venedig. Der Kurzfilm, der 30 Sekundend dauert und aus 300 von Hand gefertigten Zeichnungen besteht, ist eine Hommage an Fellini, Angelopoulos, Wenders, Olmi, Tarkovskij und Dovženko.

## Filmografie
- Immemoria (1995)
- In Aprile (1995)
- Millennio (1995)
- Racconti (1996)
- Niente (1996)
- Keep on! Keepin’ on! (1997)
- Adombra (1999)
- Il giorno che vidi i sorci verdi (2001)
- Pittore, Aereo (2001)
- Tengo la posizione (2001)
- Piccola mare (2003, Voice over von Marco Paolini)[9]
- Io so chi sono (2004)[10]
- La memoria dei cani (2006, Produktion: Arte France – Simone Massi)[11]
- Nuvole, mani (2009, Produktion: Sacrebleu productions, Voice over von Serge Avedikian)
- Dell'ammazzare il maiale (2011)[12]

## Bibliografie
- Poesia Bianca. Il cinema di Simone Massi (2010) kuratiert von Roberto Della Torre, herausgegeben von Fondazione Cineteca Italiana
- La casa sull'altura (2011) Text von Nino De Vita, herausgegeben von Orecchio Acerbo
- Torino (2011) Text von Edmondo De Amicis, Ecra Verlag
- Roma (2011) Text von Edmondo De Amicis, Ecra Verlag
- Firenze (2012) Text von Edmondo De Amicis, Ecra Verlag
- Le Marche (2012) Text von Edmondo Guido Piovene, Ecra Verlag
- Il topo sognatore e altri animali di paese (2013) Text von Franco Arminio, Rrose Sélavy Verlag